# Battambang

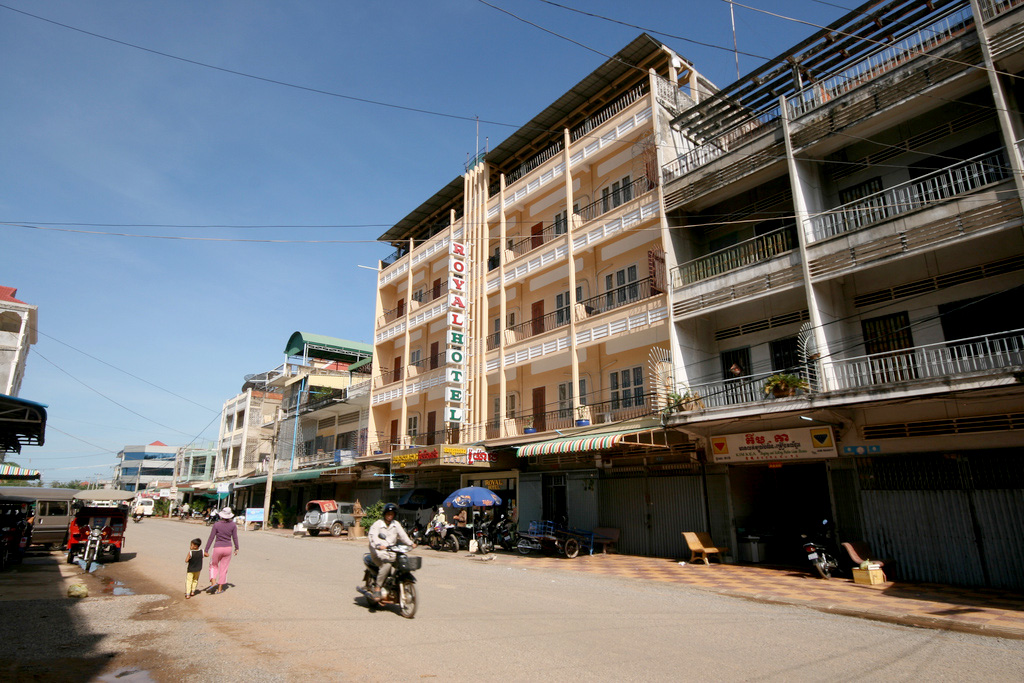
Gata i Battambang.

Battambang (eller Bat Dambang) är Kambodjas tredje största stad och huvudstad i Battambangprovinsen. Folkmängden uppgick till 140 533 invånare vid folkräkningen 2008. Den är belägen vid Sangkerfloden och därmed en viktig länk för nordvästra Kambodja med Thailand. Staden grundades under Khmerriket på 1000-talet och har flera gamla tempel som vittnar om stadens långa historia. Staden blev erövrades av Thailand flera gånger och kom att tillhörde Thailand under 1800-talet fram till 1907 då det överlämnades till Franska Indokina.

## Historia
Från 1795 to 1907 var staden en del av Siam (nuvarande Thailand) och kontrollerades av Chavfea Baen-dynastin, vilka regerade i sex generationer. Under den tiden var Battambang en liten stad med en befolkning på enbart omkring 2 500 personer. De flesta av dem bodde längs en enda väg, som gick parallellt med floden. 1907 överlämnades provinsen och staden till Franska Indokina.

## Systerstäder
- Stockton, Kalifornien, USA